# Artur London
Artur London (n. 1 februarie 1915, Přívoz⁠(d), Țările Coroanei Boeme, Austro-Ungaria – d. 8 noiembrie 1986, Paris, Franța) a fost un comunist evreu din Cehoslovacia. Acesta a devenit ministrul afacerilor externe în 1948. 
În 1951 a fost arestat în cadrul procesului Slánský, fiind acuzat de sionism. A fost eliberat în 1955 și în 1965 s-a mutat în Franța unde a trăit cu soția sa Lise, o comunistă din Franța pe care a întâlnit-o la Moscova.